# Cadillac Model D
Der Cadillac Model D war ein vom US-amerikanischen Automobilhersteller Cadillac im Jahr 1905 gebautes Modell.
Beim Model D handelte es sich um Cadillacs ersten Vierzylinderwagen; das Programm der Marke umfasste ansonsten mit dem Cadillac Model B und dessen Ableitungen bis 1908 nur einzylindrige Fahrzeuge, abgesehen von den Nachfolgern des Model D.
Lieferbar war der Model D ausschließlich als offener Tourenwagen mit fest montiertem Aufbau im Heck, in dem hinter Fahrer und Beifahrer drei Passagiere Platz fanden (bei den Einzylindermodellen war dieser Tonneau-Aufbau abnehmbar ausgeführt).
Angetrieben wurde der Model D von einem im Hause konstruierten Reihenvierzylindermotor, der seine Kraft über ein Dreigang-Planetengetriebe an die Hinterräder übertrug. Der leicht langhubig ausgelegte Motor (Bohrung × Hub: 111,1 × 127 mm) mit einzeln gegossenen Zylindern und Steigstromvergaser leistete 30 PS. Die Karosserie saß auf einem Stahl-Leiterrahmen, die Federung übernahmen je zwei halbelliptische Blattfedern an Vorder- und Hinterachse. Per Handhebel wurden die mechanisch betätigten, auf die Hinterräder wirkenden Trommelbremsen bedient, das Bremspedal wirkte auf die Antriebswelle.
Mit 2800 Dollar kostete der Model D mehr als das Dreifache eines Model B-Viersitzers. Der Model D wurde 156 Mal gebaut; 1905 fertigte Cadillac von allen Baureihen insgesamt 4029 Stück.
| Daten Cadillac Model D (1905) | Daten Cadillac Model D (1905) | Daten Cadillac Model D (1905) | Daten Cadillac Model D (1905) | Daten Cadillac Model D (1905) | Daten Cadillac Model D (1905) | Daten Cadillac Model D (1905) | Daten Cadillac Model D (1905) |
| Modelljahr                    | Hubraum (cm³)                 | Leistung (PS)                 | Radstand (cm)                 | Länge (cm)                    | Leergewicht (kg)              | Preis (US-$)                  | Stückzahl                     |
| ----------------------------- | ----------------------------- | ----------------------------- | ----------------------------- | ----------------------------- | ----------------------------- | ----------------------------- | ----------------------------- |
| 1905                          | 4928                          | 30                            | 254                           | 391,2                         | 1178                          | 2800                          | 156                           |